# Шифр Вітстона

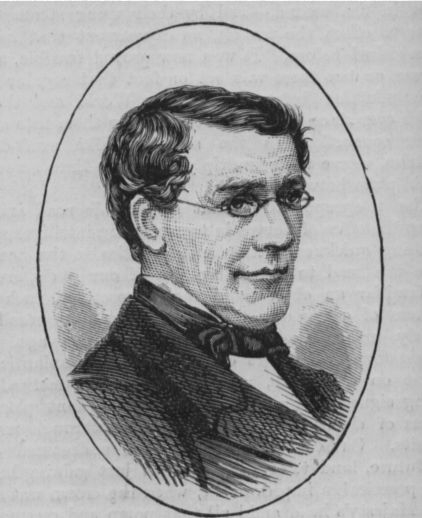
Чарльз Вітстон

Шифр Вітсон або Шифр подвійного квадрата — ручна симетрична техніка шифрування, винайдена англійським фізиком Чарльзом Вітстоном в 1854 році. Свою назву шифр отримав через схожість з квадратом Полібія. Дана система шифрування є покращеною версією шифру Плейфера, в якому аналогічним чином використовується заміна біграм (пара символів), але тільки за допомогою одного квадрата.
І в той же час шифр Вітстона є спрощеною альтернативою шифру чотирьох квадратів. Згодом шифр Вітстона був замінений шифром Rasterschlüssel 44, з огляду на більш високу надійності останнього.
Даний метод шифрує пари букв і, тим самим, потрапляє в категорію шифрів, відомих як поліграфічні підстановочні шифри. Це додає значну міцність шифрування в порівнянні з  монографічними підстановлювальними шифрами, які діють на окремі символи. Використання біграм робить шифр Вітстона менш сприйнятливим до  частотного криптоаналізу, так як він повинен бути здійснений на 676 всіх можливих пар букв (в англійському алфавіті), а не тільки на 26 символів для монографічного заміщення. Частотний аналіз для біграм можливий, але він набагато складніший, і для того, щоб цей аналіз був корисний, потрібно, як правило, на багато більше шифротексту.

## Опис шифру Вітстона
Для шифрування методом Вітстона використовується дві матриці 5x5 (для латинського алфавіту, для іншого алфавіту можуть використовуватися іншого розміру матриці, не обов'язково квадратні), які знаходяться або одна під одною у (вертикальному варіанті), або одна навпроти одної (у горизонтальному). Кожна з матриць, в першу чергу, заповнюється відповідним ключовим словом, не записуючи повторювані букви, потім в пусті осередки матриці записуються по порядку символи алфавіту, що не були раніше використані (зазвичай буква «Q» опускаються, щоб зменшити алфавіт, або «I» і «J» об'єднуються в одній клітці). Ключове слово може бути записано двома способами: або в верхньому рядку матриці зліва направо, або по спіралі з лівого верхнього кута до центру. Таким чином повністю заповнюється матриця 5х5. Варто відзначити, що ключ шифру Вітстона, як правило, складається з двох слів (по одному слову на кожну матрицю), але може складатися і з одного слова та використовуватися тільки для першої матриці.
Як приклад, нижче наведено вертикальний шифр Уитстона з ключовими словами «example» і «keyword»:
| E | X | A | M | P |
| L | B | C | D | F |
| G | H | I | J | K |
| N | O | R | S | T |
| U | V | W | Y | Z |

| K | E | Y | W | O |
| R | D | A | B | C |
| F | G | H | I | J |
| L | M | N | P | S |
| T | U | V | X | Z |

## Алгоритм
Система шифрування за допомогою двох квадратів в основному така ж, як система, яка використовується в  шифр чотирьох квадратів, за винятком того, що відкритий текст і шифротекст діграмм використовують однакові матриці.
Щоб зашифрувати повідомлення, необхідно виконати наступні дії:
- Розбиваємо повідомлення на біграми (групи з двох символів).
- У вертикальному способі шифрування перший символ біграми знаходимо у верхній матриці, другий — у нижній.
- У горизонтальному способі шифрування перший символ знаходимо в лівій матриці, другий — в правій.
- Визначаємо положення кутів отриманого прямокутника відносно один одного. У разі, якщо літери вихідної біграми повідомлення знаходяться в одному рядку (в горизонтально шифруванні), то першу букву шифрованої біграми беруть з лівої матриці, в тому за рахунком стовпці, в якому знаходиться друга буква вихідної біграми. Друга ж буква шифрованої біграми береться з другої матриці в стовпці, по рахунку якої знаходиться перша буква вихідної біграми повідомлення. Аналогічним чином поступаємо в разі в вертикального шифрування.